# ジジババオコシ
1. ジジババオコシ

ジジババオコシは、兵庫県豊岡市中郷にて、葦田神社の年中行事の一環として毎年10月15日に近い日曜日の未明に行われる行事。

## 概要
ジジババオコシは秋祭りの一環である。秋祭りの当日は、朝から昼前に子供だんじり、昼過ぎから夕方に大人だんじりが巡行されるが、ジジババオコシはこれらに先立ち、地区の高齢者（ジジババ）に対して、早く起きて赤飯を作るよう催促することを目的に、太鼓を叩きながら地区内を回る行事である。
前日の夜から葦田神社（北緯35度29分05.5秒 東経134度49分28.1秒 / 北緯35.484861度 東経134.824472度）でどんどが焚かれ、日付が変わって午前0時になると、太鼓と叩き手を載せた2台の軽トラックが葦田神社前を出発し、太鼓の音を響かせながら、地元役員宅を順次回って祝儀や軽食の接待を受ける。
そして、午前3時ごろに、葦田神社に軽トラックが帰り着き、ジジババオコシが終了する。

## 由来・変遷
ジジババオコシがいつから始まったのかはよく分かっていない。具体的にいつのことを指すのかは不明であるが、かつては開始・終了時刻とももっと遅かったという。1938年発行の『兵庫県神社誌』には、神社調書によるものとして、13日には早旦（午前2時ごろ）に赤飯の用意を各戸に催促する「爺婆起し」が行われるという記載がある。
戦後、「未明に行う必要はない」として1年だけ行われなかったことがあるほか、周辺の地区からクレームが届いたこともあったという。
1950年ごろまでは太鼓を4名程度で担いで回っていたが、いつのころからか農作業用のテーラーに変化し、その後、軽トラックで太鼓が運ばれるようになった。
なお、豊岡市瀬戸でも10月15日の明け方にジジババオコシが行われていたとされるが、2018年現在行われているかどうかは不明である。